# Cattleya vandenbergii
Cattleya vandenbergii là một loài thực vật có hoa trong họ Lan. Loài này được Fraga & Borges mô tả khoa học đầu tiên năm 2008.